# Carlo Antonio Marino
Carlo Antonio Marino o Marini, (Albino, 1670 – ...) è stato un musicista italiano.

## Biografia
Sulla vita di questo musicista, non si hanno che poche informazioni. Grazie ad una dedica contenuta nello spartito della sua opera prima datata Bologna 1687, conosciamo la sua probabile data di nascita il 1670, infatti si presenta come "sonator di violino sedicenne''. Dal 1683 al 1686 fu violinista occasionale nel complesso strumentale che prestava servizio alle funzioni liturgiche nella Basilica di Santa Maria Maggiore a Bergamo. Dal 1686 al 1696 divenne secondo violino e occupò il ruolo di primo violino dal 1700 al 1705, anno della sua pubblicazione dell'opera ottava, il suo ultimo lavoro:  "Sonate a violino solo con il suo basso continuo", pubblicata a Venezia nel 1705 presso lo stampatore Antonio Bortoli. La maggior parte delle otto opere da lui composte e commissionate da parte di importanti nobili bergamaschi come i Benaglio e i Suardo, sono state edite dai più noti stampatori di Venezia, riprese successivamente e pubblicate ad Amsterdam dagli editori Estienne Roger (1666-1722) e più tardi da Pierre Mortier (1661-1711). Carlo Antonio Marini potrebbe essere stato il primo maestro di violino di Pietro Antonio Locatelli (1695-1764),  prima che questi partisse per Roma e si affidasse agli insegnamenti di Arcangelo Corelli (1653 -1713). Marini appartiene a quella scuola di violinisti lombardi: Giovan Battista Fontana (1571-1630), Maurizio Cazzati (1616-1678) Carlo Farina (1600-1640 circa) e Tarquinio Merula (1595-1665), alquanto svuotata di valore musicale e prevalentemente interessate al vertiginoso perfezionamento del virtuosismo tecnico. Lasciò una vasta produzione di musica strumentale affine stilisticamente ad Arcangelo Corelli, consistente in sonate, balletti, suite per archi e basso continuo. Stampate a Bologna, Venezia, Milano e Amsterdam.

## Opere
- Opera prima: “Sonate da camera a tre strumenti... Bologna, 1687”.
- Opera seconda: “Balletti, Correnti, Gighe e minuetti diversi... In Venetia. Da Giuseppe Sala, 1692”.
- Opera terza: “Sonate a tre e a cinque col basso per l'organo...appresso Bortoli, Venezia 1693”.
- Opera quarta:  “Cantate a voce sola...Venezia, 1695”.
- Opera quinta: “Suonate alla francese a tre...Amsterdam, Estienne Roger,1700”.
- Opera sesta:  “Suonate a tre, due violini, violoncello obbligato con il basso per l'organo...in Venetia. Da Giuseppe Sala. 1701”.
- Opera settima:  “Sonate a tre...di Carlo Marini cittadino di Bergamo e professore di violino...In Venetia 1704”.
- Opera ottava: “Sonate a violino solo con il suo Basso Continuo... In Venetia appresso Antonio Bortoli,1705”.